# Bombus genalis
Bombus genalis är en biart som beskrevs av Heinrich Friese 1918. Den ingår i släktet humlor och familjen långtungebin. Inga underarter finns listade. Arten förekommer i den orientaliska regionen.

## Beskrivning
Arten är huvudsakligen svarthårig på ett brunorange underlag (kutikula), med halvgenomskinligt orangefärgade vingar och brunorange päls på benen.

## Utbredning
Utbredningsområdet består av Tibet, Bhutan, Indien (delstaterna Sikkim, Meghalaya och Västbengalen), Myanmar samt sydvästra Kina (Yunnan).

## Ekologi
Arten är en alpin humla, som i Himalaya lever på höjder mellan 1 560 och 1 850 m.